# Mock Up on Mu
Pour plus de détails, voir Fiche technique et Distribution.
Mock Up on Mu est un film américain réalisé par Craig Baldwin, sorti en 2008. Dans ce film collage, Craig Baldwin mélange des images d'archives et de films et incorpore, davantage que dans ses précédents films, des scènes originales filmées pour l'occasion. Le film est découpé en 13 chapitres.

## Synopsis
En 2019, L. Ron Hubbard vit sur Mu, un par d'attractions consacré à la scientologie et basé sur la Lune. Il envoie l'agent C pour séduire un marchand d'armes nommé Lockheed Martin (comme le manufacturier du même nom), puis un certain Richard Carlson (comme l'acteur du même nom). Richard Carlson se révèle être en réalité Jack Parsons, amnésique et supposé mort en 1952. Celui comprend que l'agent C est une espionne et les plans d'armement de Hubbard. 
Carlson et l'agent C rencontrent ensuite l'occultiste Aleister Crowley dans une grotte. Là, l'agent C se souvient de sa vraie identité, elle est Marjorie Cameron, la femme de Jack Parsons. Ensemble, ils décident d'organiser la résistance contre Hubbard.

## Fiche technique
- Titre : Mock Up on Mu
- Réalisation : Craig Baldwin
- Scénario : Craig Baldwin
- Photographie : Bill Daniel, Daniel Gorrell et James T. Hong
- Montage : Bill Daniel et Sylvia Schedelbauer
- Production : Craig Baldwin
- Société de production : Other Cinema
- Pays :  États-Unis
- Genre : Comédie, science-fiction et expérimental
- Durée : 114 minutes
- Dates de sortie : 
  -  États-Unis : 28 avril 2008 (festival international du film de San Francisco), 14 janvier 2009

## Distribution
- Damon Packard : L. Ron Hubbard
- Kalman Spelletich : Richard Carlson / Jack Parsons
- Michelle Silva : Agent C / Marjorie Cameron
- Stoney Burke : Lockheed Martin
- Jeri Lynn Cohen : Marjorie Cameron (voix)
- David Cox
- Ed Holmes

## Distinctions
Le film a été présenté au festival international du film de San Francisco 2008, au festival du film de New York 2008 et au Boston Underground Film Festival 2009.